# Племя (фильм, 2014)
«Пле́мя» (укр. Плем'я) — первый полнометражный фильм режиссёра Мирослава Слабошпицкого. Фильм «Племя» — эксперимент, «немое кино XXI века», в котором играют глухие и непрофессиональные актёры. За исключением фоновых звуков, ни один персонаж не произносит ни слова — все персонажи пользуются жестовым языком, фильм также не сопровождается субтитрами. Премьера в кинотеатрах Украины 11 сентября 2014. Фильм является сопродукцией Украины и Нидерландов.
Фильм был одним из претендентов на представление от Украины на номинацию премии «Оскар» 2015 года. В 2015 году фильм получил премию «Ника» в категории «Лучший фильм стран СНГ и Балтии».

## Сюжет
Фильм повествует о драматической истории первой любви глухого Сергея, который переходит в 11-й класс интерната. Сюжет фильма построен на отношениях героя с одноклассниками и девушкой Аней.

## Описание
В фильме 20 глухих персонажей полностью общаются на жестовом языке, почти всех персонажей сыграли непрофессиональные актеры.
В ленте показана история, частично основанная на реальных событиях. Для создания эффекта достоверности и реалистичности событий картина снималась в манере «подглядывания» за жизнью интерната для детей со слабым слухом. Съемки проходили в интернатах Киева и Киевской области.
Идея фильма родилась из короткометражной ленты режиссёра Слабошпицкого «Глухота» (укр.).
Фильм «Племя» был приобретен для широкого проката во Франции, Дании, Нидерландах и Японии.

## Награды
На Каннском кинофестивале 2014 года фильм получил три награды «Недели критики» из четырёх возможных:
- Гран-при Nespresso,
- Премия «Откровение»,
- Грант от фонда Gan.

Таким образом, фильм стал единственным, который за 53-летнюю историю «Недели критики» получил такое количество наград.
14 сентября 2014 на 19-м Миланском международном кинофестивале лента признана лучшей художественной работой 2014.
19 октября 2014 фильм получил приз «Сазерленд Трофи» Лондонского кинофестиваля BFI London Film Festival как победитель в номинации оригинального и сильного режиссёрского дебюта First Feature Competition.
Картина победила на польском кинофестивале «Tofifest» (англ.), получив гран-при с формулировкой «Яркая работа и крик в бессловесности против нечеловеческого отношения».
24 октября 2014 на бельгийском фестивале в Генте, посвященном саундтрекам в современном кино, картина завоевала Explore Award как «бескомпромиссная работа».
13 ноября 2014 кинолента получила награду престижного кинофестиваля AFI FEST, который ежегодно проходит в Лос-Анджелесе. Жюри, в состав которого вошли ведущие кинокритики США, приняло решение присудить VIZIO Visionary Special Jury Award режиссёру «Племени» как «признание экстраординарного способа визуализации повествовательной формы в фильме.
Премию в номинации „Европейское открытие“ от Европейской киноакадемии лента получила на церемонии награждения, которая прошла 13 декабря в Национальной опере в Риге (Латвия).
10 сентября режиссёр Мирослав Слабошпицкий и оператор Валентин Васянович получили Государственную премию имени Александра Довженко.
В рейтинге The 10 Best Films of 2015 (10 лучших фильмов 2015 года), который составил Тодд Маккарти (Todd McCarthy) — ведущий кинокритик американского журнала The Hollywood Reporter фильм «Племя» занял первое место. В списке ста лучших украинских фильмов по версии кинокритиков, составленном в 2021 году, фильм занимает 4-е место.
Фильм удостоен премии «Золотой абрикос» в категории «лучший художественный фильм» и специального приза жюри ФИПРЕССИ на Ереванском кинофестивале 2014 года.